# تاتا استیل

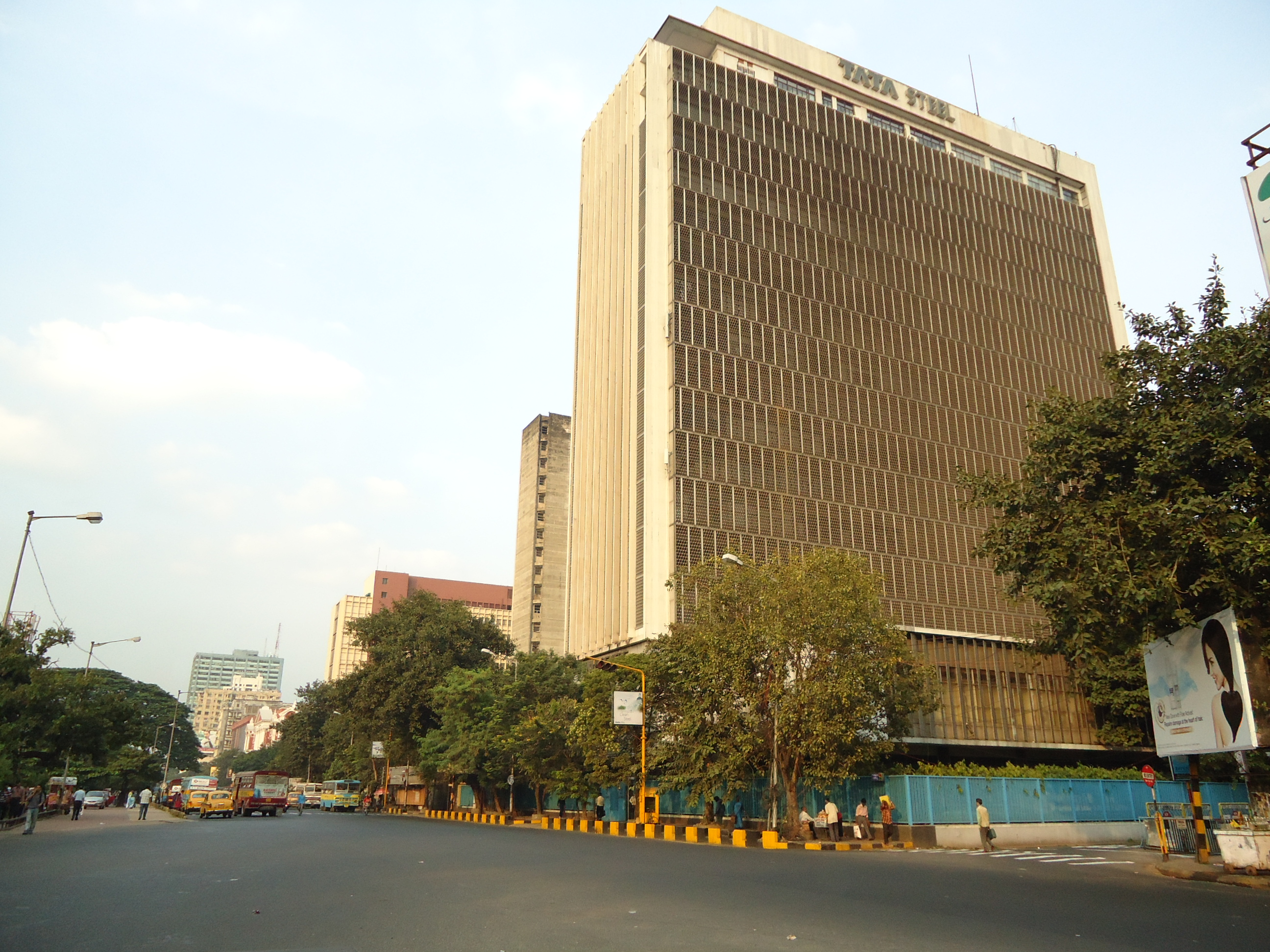
ساختمان مرکزی تاتا استیل، در بمبئی

تاتا استیل (به انگلیسی: Tata Steel) شرکت فولاد هندی است، که در سال ۱۹۰۷ تأسیس شد. این شرکت یکی از شرکت‌های زیرمجموعه گروه تاتا به‌شمار می‌آید. شرکت تاتا استیل با ظرفیت تولیدی معادل ۳۴ میلیون تن در سال، به‌عنوان دهمین شرکت فولادسازی جهان شناخته‌شد.
دفتر مرکزی این شرکت در شهر بمبئی، مهاراشترا قرار دارد و بخشی از سهام آن در بازارهای بورس اوراق بهادار بمبئی و بورس اوراق بهادار ملی هند دادوستد می‌شود.
تاتا استیل دارای عملیات در ۲۶ کشور جهان بوده و تمرکز اصلی آن در بازارهای فولاد استرالیا، چین، هند، هلند، سنگاپور، تایلند و انگلستان می‌باشد.
شرکت تاتا استیل در سال ۲۰۱۲ در فهرست فورچون جهانی ۵۰۰ در رتبه ۴۰۱ از بزرگترین شرکت‌های جهان قرار گرفت.